# Duerosuchus
Duerosuchus es un género extinto de crocodiliano. Sus restos fósiles han sido encontrados en la localidad de Corrales del Vino en Zamora, España, y datan de mediados del Eoceno (hace unos 40 millones de años). Duerosuchus es conocido a partir de un único cráneo que está incompleto pero por lo demás bien preservado, así como por una mandíbula, algunos osteodermos, y posiblemente algunas vértebras. 
Duerosuchus es un crocodiliano basal que es considerado como muy cercano a los brevirrostrinos, o crocodilianos de hocico corto, tales como los aligatoroideos. No obstante, este género no ha sido aún incluido en ningún estudio filogenético y su posición dentro de Crocodilia es incierta.

## Descubrimiento
Los restos de Duerosuchus fueron desenterrados por un equipo de excavadores de la Universidad de Salamanca. Los restos fueron encontrados por Luis Alonso Andrés y su hijo Luis Alonso Santiago, dos paleontólogos aficionados. El género fue descrito inicialmente por Andrés y Santiago en 2009 y fue nombrado en referencia al río Duero, ya que su hallazgo se produjo en la cuenca del Duero. La especie tipo es D. piscator, nombrado en referencia a su presunta habilidad para capturar peces, inferida de la forma de sus dientes.

## Descripción
El cráneo de Duerosuchus medía cerca de 20 centímetros de longitud. El largo del animal entero se estima en alrededor de 160 centímetros. Esta estimación se basa en la proporción del tamaño del cuerpo en relación con el cráneo en crocodilianos parecidos cuya longitud corporal es conocida. El cráneo holotipo, catalogado como STUS 14.133, le faltan algunos huesos como aquellos que rodean la fenestra infratemporal en la parte posterior del cráneo y el hueso nasal a lo largo de la línea media del hocico. A pesar de la carencia de este material, la forma del cráneo puede ser inferida con los huesos existentes. Los dientes son afilados y recurvados con bases estrechas. Hay una muesca en el hueso premaxilar para acomodar al cuarto diente de la mandíbula. En la hilera superior de dientes se distinguen tres morfotipos: Los cinco dientes premaxilares, alargados y estrechos, presentan una base cilíndrica; los dientes 1 a 7 ubicados en el maxilar son más voluminosos y lanceolados con su base comprimida lateralmente; los dientes 8 a 12 del maxilar son cortos y simétricos, presentándose comprimidos lateralmente. Los osteodermos o escudos óseos del género tienden a la forma rectangular (apareciendo un segundo morfotipo de contorno ovalado), y suelen presentar una cresta medial que recorre longitudinalmente gran parte de la superficie dorsal.

## Paleobiología
Aparte de Duerosuchus, se conocen otros tres tipos de crocodiliformes del Eoceno en Corrales: el sebecosuquio Iberosuchus y los crocodilianos Asiatosuchus y Diplocynodon. Asiatosuchus, un crocodílido grande, probablemente tenía un estilo de vida parecido al de Duerosuchus. Asiatosuchus, como otros grandes crocodilianos, tenía dientes posteriores robustos que le permitían triturar. Este puede haber depredado a tortugas como Allaeochelys que estaban presentes en el área. Aunque Duerosuchus también se puede haber alimentado de tortugas, estaba mejor adaptado a capturar presas pequeñas como los peces. Los fósiles de peces son abundantes en los sedimentos en los que se encontró a Duerosuchus. La Universidad de  Salamanca tiene una colección de fósiles del Eoceno del área que incluye a Duerosuchus, Asiatosuchus, Iberosuchus, y muchos peces y tortugas, algunos de los cuales tienen marcas de mordidas que se cree fueron hechas por crocodilianos. La ausencia de indicios del género en otros depósitos del Eoceno de la península ibérica dificulta las conclusiones sobre su distribución cronoestratigráfica. La amplia extensión geográfica de los taxones de crocodilianos del inicio del Terciario, no restringidos por las barreras marinas, impide estimar que Duerosuchus constituya un endemismo europeo.